# Rechthalten

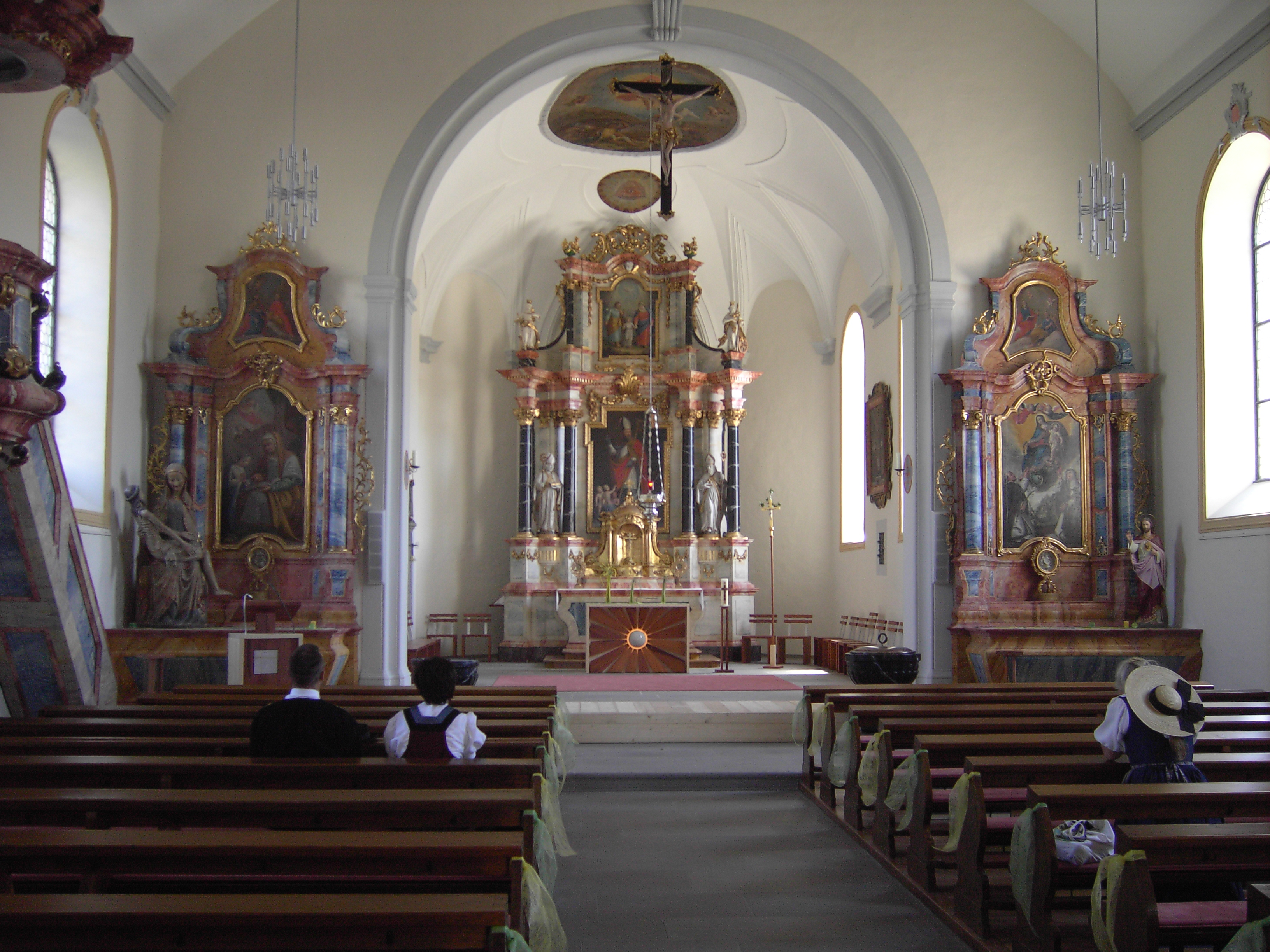
Interior de igreja em Rechthalten.

Rechthalten é uma comuna da Suíça, no Cantão Friburgo, com cerca de 1.041 habitantes. Estende-se por uma área de 7,30 km², de densidade populacional de 143 hab/km². Confina com as seguintes comunas: Brünisried, Giffers, Plaffeien, Sankt Ursen, Tentlingen.
A língua oficial nesta comuna é o Alemão.